# Улица Винеэри
Улица Вине́эри (эст. Vineeri tänav, с эст. — улица Фанерная) — улица в Таллине, столице Эстонии.

## География
Пролегает в микрорайонах Веэренни и Уус-Мааильм городского района Кесклинн. Начинается от Пярнуского шоссе, заканчивается на перекрёстке с улицей Вана-Лыуна. 
Протяжённость — 243 м.

## История и застройка
Названия улицы в письменных источниках разных лет:
- 1882, 1913, 1942 годы — нем. Steinstraße;
- 1885 год — эст. Kivi tänav (улица Киви);
- 1916 год — Каменная улица.

Название Каменная улица получила в честь места расположения производства щебня и городского склада брусчатки, который находился на углу с улицей Вана-Лыуна.
25 сентября 1959 года улица получила название улица Винеэри по располагавшемуся на ней цеху производства фанеры и древесно-стружечных плит Таллинского фанерно-мебельного комбината.
Квартал, ограниченный улицами Винеэри, Вана-Лыуна, Татари и Пярнуским шоссе, носит название «Квартал Лютера» (эст. Luteri kvartal) по бывшей мебельной фабрике Лютера.

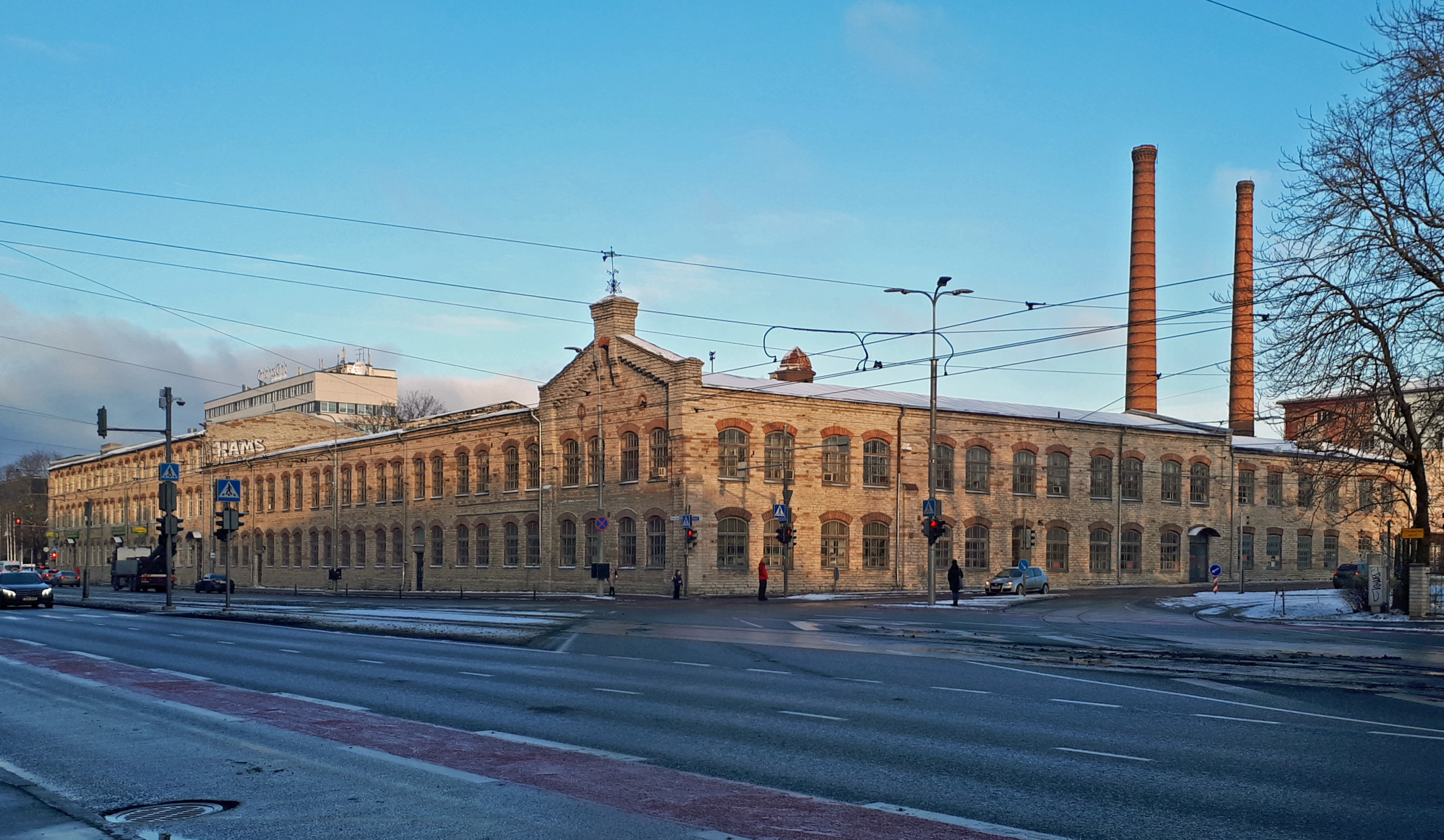
Начало улицы Винеэри (справа)

На улице расположены пять построенных из плитняка  зданий, входящих в ансамбль производственных корпусов исторической мебельной фабрики Лютера:
- дом 2 — контора фабрики Лютера;
- дом 4 а — выставочный зал фабрики Лютера;
- дом 4а — здание электрического цеха;
- дом 6 — производственный корпус, памятник архитектуры. Построен в 1891 году, перестроен в 1925 году. Базилико-образное здание, торцевые фасады которого украшены декоративными арочными окнами с вертикальными членениями. Монолитная железобетонная ферма, являющаяся конструкцией крыши, обладает декоративно-пространственным эффектом[7];
- дом 8 — цех древесно-стружечных плит, построен в 1897 году.  Здание внесено в Государственный регистр памятников культуры Эстонии как памятник архитектуры[8].

Общественный транспорт по улице не курсирует.

Улица Винеэри
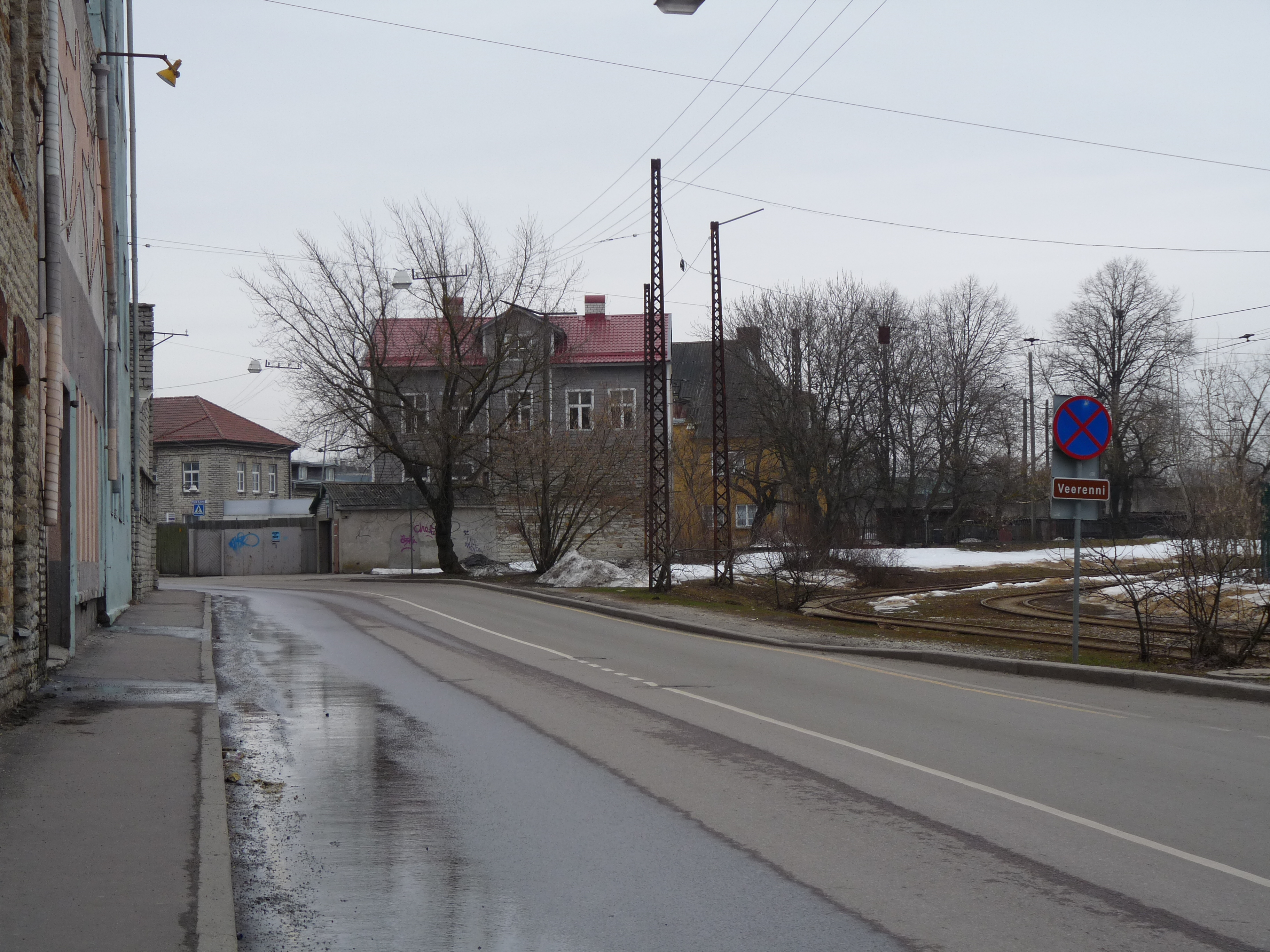
Начало улицы
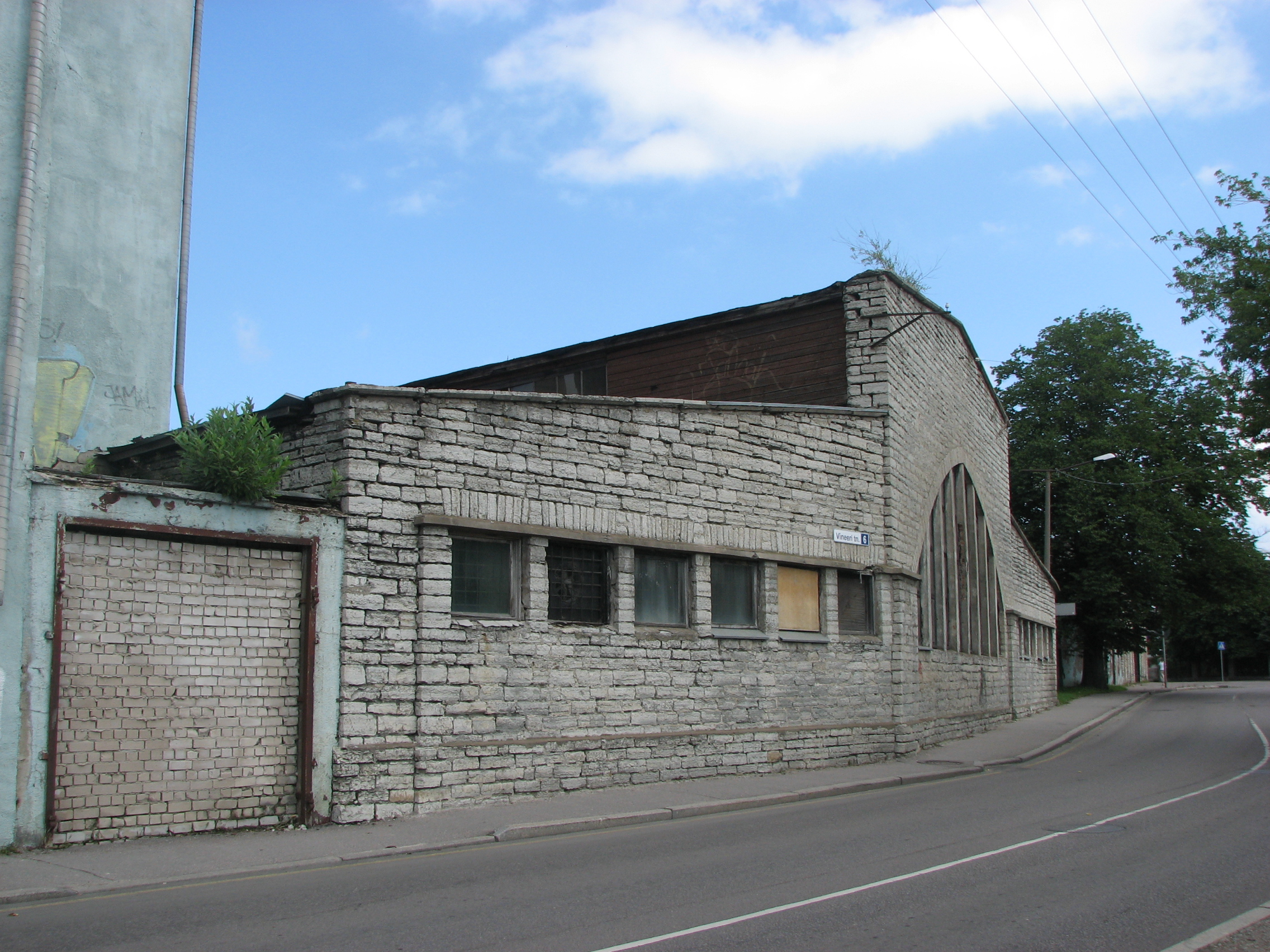
Дом 6
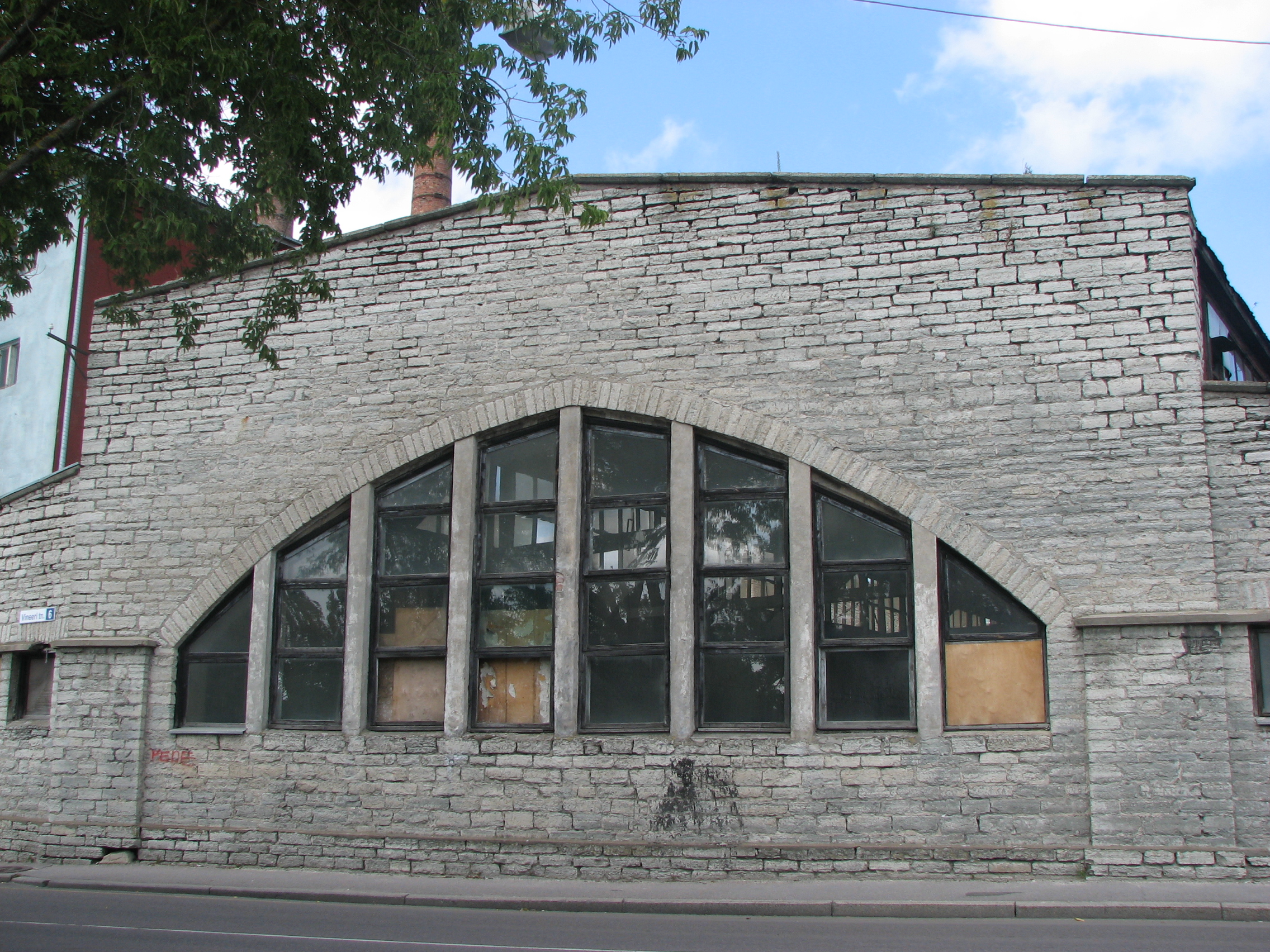
Дом 6 в 2011 году
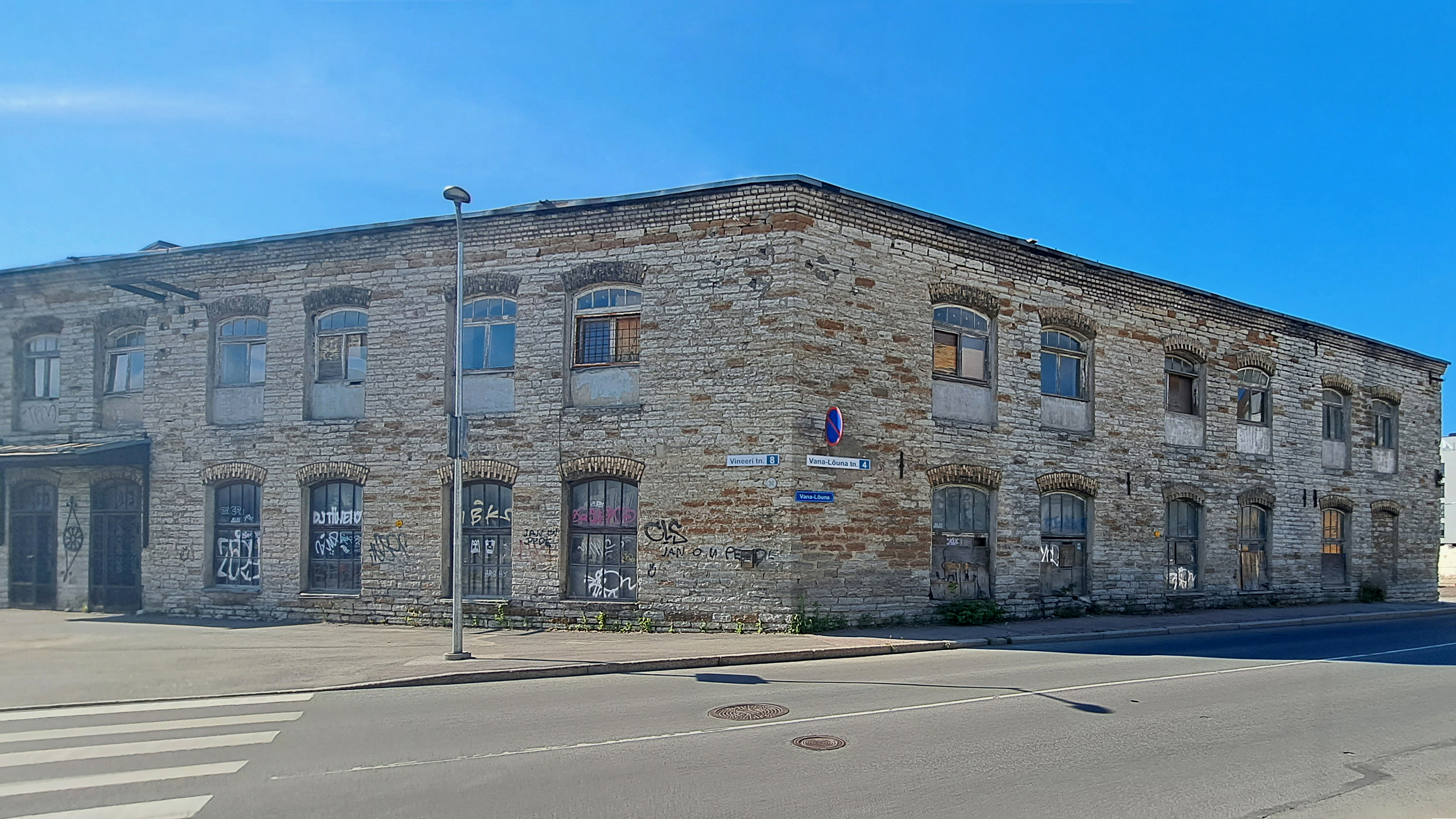
Дом 8 в 2023 году
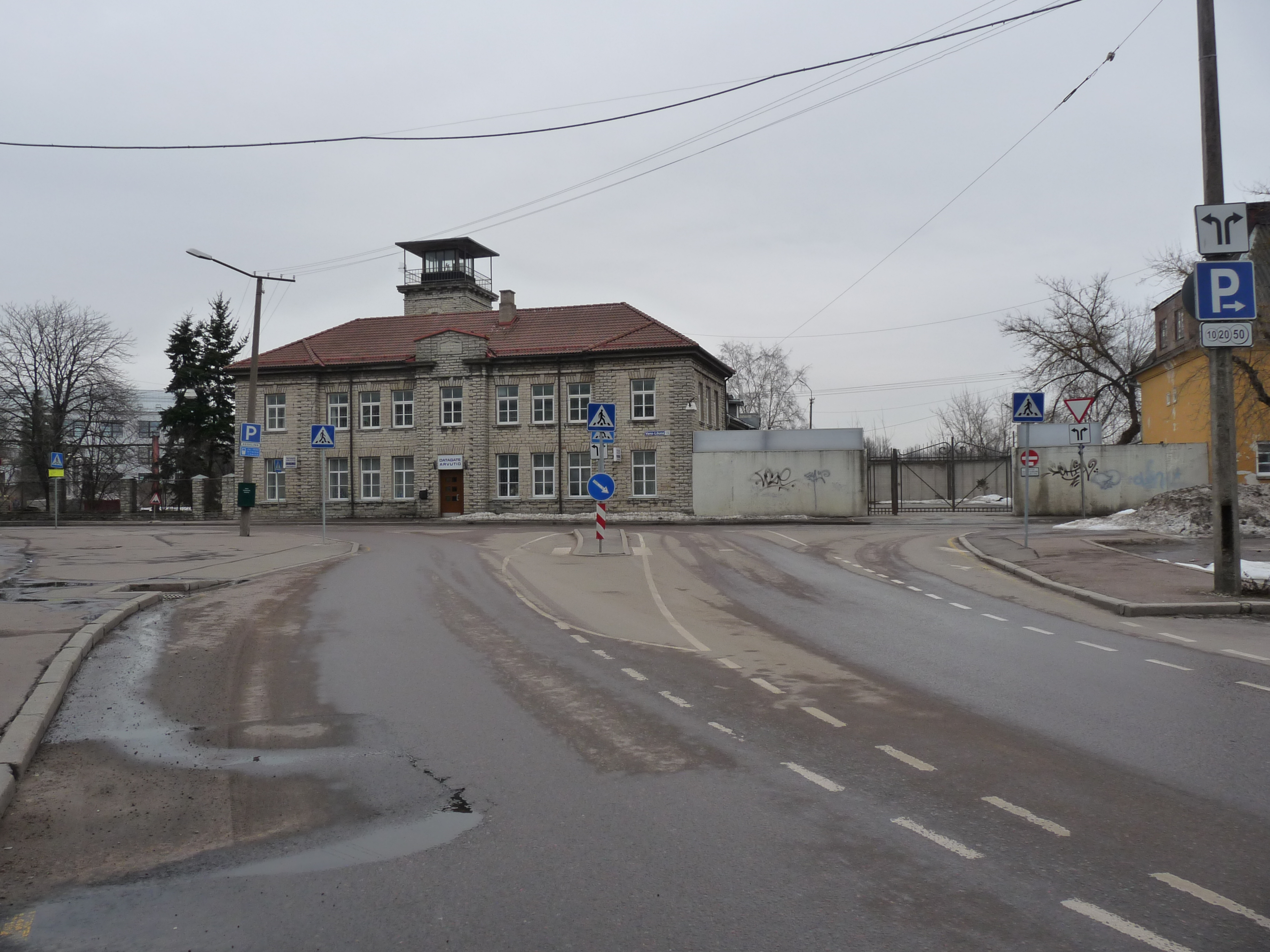
Конец улицы, перекрёсток с улицей Вана-Лыуна